# Fun We Had
Fun We Had is een nummer van de Nederlandse band Racoon uit 2015. Het is de vierde single van hun zesde studioalbum All In Good Time.
In "Fun We Had" kijkt de ik-figuur terug op een leuke, maar lang vervlogen tijd. Het nummer begint als een rustige ballad, maar het einde heeft meer een vrolijk geluid. Het nummer werd een klein radiohitje in Nederland. Het bereikte de eerste positie in de Tipparade.